# Міллергоф
Резиденція на Істринському водосховищі — садиба, збудована у 2000-х роках у Московській області у селі Бережки на березі Істринського водосховища. Деякі ЗМІ дали їй назву Міллергоф за аналогією з Петергофом, на ім'я голови Газпрому Олексія Міллера, якого вони вважали власником садиби. Фото з будівництва особняка, зроблене з приватного літака у червні 2009 року та опубліковане в інтернеті, викликало широке обговорення у ЗМІ та блогах.

## Структура комплексу
Будівництво відбувалося на території понад 30 га. Все місце являє собою гігантський комплекс, в архітектурному та ландшафтному плані подібним до Великого Петергофського палацу і сусіднього каналу з каскадами фонтанів. Крім цього, на території є будівля, схожа на петербурзьке Адміралтейство. На сусідній ділянці будувалося котеджне селище «Істрінська садиба».
Деякі експерти оцінюють вартість землі під садибу майже $16 млн, а вартість забудови $27 млн ($3 тис. за квадратний метр).